# 平山空
平山 空（ひらやま そら、1988年1月26日 - ）は、神奈川県平塚市生まれ大和市育ち、企画演劇集団ボクラ団義所属の役者。

## 来歴
姉の影響で舞台に興味を持ち、12歳で養成所に所属。
6年間同養成所で芝居を学ぶ。退団するまでに多数の舞台、映像に出演。
その後、企画演劇集団ボクラ団義第一期メンバーとして立ち上げ公演vol.1『re・call』に参加。2007年から2022年までの38作品全ての舞台公演に出演。旗揚げから全ての舞台公演に出演。
その他に、企画演劇集団ボクラ団義のラジオ番組「ボクラジ！」やネット番組Akiba.TV「ボクラ.TV〜民放への道〜」、「ボクラのなかTV」、「ボクラ〇〇TV」（2017年〜2022年）にも出演。
舞台出演をメインに、CMモデルとしても活動する。
- 服飾学校入学と同時期にボクラ団義メンバーとして活動を開始した。衣装製作・スタイリストとしての才能も発揮し、数多くの舞台衣装、映像衣装を手がけている。
- 立ち上げ（2007年）から14年間所属した企画演劇集団ボクラ団義が、2022年3月をもって無期限活動休止を発表。

## 人物
- 三姉妹の真ん中
- 姉や家族の影響で4、5歳の頃からミュージカルや舞台を見ている。
- ミュージカルAnnieが彼女の原点で、この作品だけは何十年も観続けている。何度もオーディションを受けたが受からなかった。年齢的にアニーズに入れなくなってからは、いつかハニガン役で出演する事を目標としている。
- 12歳で養成所に所属、当時の養成所で、現所属劇団である(2018)、企画演劇集団ボクラ団義主宰の久保田唱、所属劇団員 沖野晃司らと出会う。入った順番的には彼女が一番先輩。
- 好きな食べ物などは、白いご飯、納豆、味噌汁、いちご、アイス、豆乳、蜂蜜、甘酒、フルーツ、野菜。
- ストレスが溜まると無心で排水口の掃除をする。

## 作品

### 舞台
- 『青い鳥』 桧役
- 『ピノキオ』 コオロギ役
- 『真夏の夜の夢』(@日本教育会館一橋ホール)
- 『銀河鉄道の夜』【原作/宮沢賢治】【演出/知久晴美】(@日本教育会館一橋ホール)
- 『王子と乞食』 ナン役演出/知久晴美】(@東京芸術劇場中ホール)
- The plantables＆82-party 『ショッパー・lover』主演
- KENプロデュース 『白と黒とその泡と』 ジャクアリン役
- KENプロデュース 『300年の絵画と鉄仮面の姫君』【作/演出-加納健詞】 リリ役(2011年1月8日-9日、北沢タウンホール）
- アリスインプロジェクト×企画演劇集団ボクラ団義『ハイスクールミレニアム』（2011年12月13日 - 18日、シアターKASSAI）- 日野亮子 役
- アリスインプロジェクト×企画演劇集団ボクラ団義『ハイスクールミレニアム・2012』(2012年8月14日-19日、上野ストアハウス) - 日野亮子 役
- タンバリンプロデュサーズ×LIVEDOG presents『TOKUGAWA15(フィフティーン)』【原作/監修-堀口茉純】【 脚本/演出-石山英憲Theatre劇団子】(2013年3月20日-24日、ザ・ポケット) - 佐藤定子 役
- タンバリンプロデューサーズ×アリスインプロジェクト『戦国降臨ガールズ』【脚本/演出-まつだ壱岱(ASSH)】(2013年7月3日-7日、六行会ホール) - 羽柴秀吉 役
- 梶研吾×企画演劇集団ボクラ団義『紅蓮、還る』program picture in theater vol.1【原作/演出-梶研吾】【脚色/演出-久保田唱】京 役(2013年10月17日-20日、シアターKASSAI)
- タンバリンプロデューサーズ公演『舞台 新耳袋3〜喫茶店奏鳴曲(カフェ・ソナタ)〜』【原作/「新耳袋」木原浩勝/中山市朗著（角川文庫刊)】【作/演出-久保田唱】町田朱里役(2014年4月2日-6日、ザ・ポケット)
- アリスインプロジェクト『エデンの空に降りゆく星唄』【作/演出-久保田唱】久奈役(2014年8月13日-17日、六行会ホール)
- ACRAFT『紅蓮、ふたたび』【原作/梶研吾】【脚本/演出-久保田唱】マチコ役(2014年10月8日-19日、笹塚ファクトリー)
- タンバリンステージ×アリスインプロジェクト『戦国降臨ガール・ReBirth（リバース)』【脚本/演出-まつだ壱岱】イザナミ長官役(2014年10月31日のみゲスト出演、六行会ホール)
- 冬の劇場24 日本劇作家協会プログラム 世の中と演劇するオフィスプロジェクトM『死刑執行人 〜山田浅右衛門とサンソン〜』【脚本/演出-丸尾聡】いさ・貴婦人役(2015年1月21日-25日、座・高円寺1)
- VAP PRESENTS『舞台 新選組オブ・ザ・デッド』お龍 役(2015年5月2日-4日、HEP HALL / 5月13日-18日、CBGKシブゲキ!!)
- SANETTY Produce『ロストマンブルース』戸越銀座由紀 役(2015年5月26日-31日、笹塚ファクトリー)
- TAMBOURINE STAGE PRESENTS『倫敦影奇譚シャーロック・ホームズ 〜銀髪の使者と七人の容疑者』スモール 役(2015年6月17日-21日、六行会ホール)
- LIVEDOGプロデュース公演『壊れかけの恋唄』(2015年7月15日-20日、新宿村LIVE)
- ENG第3回公演『関ケ原で一人 〜lonely SEKIGAHARA〜』斎藤福 役(2015年9月30日-10月4日、六行会ホール)
- 舞台版『天誅-2015』凛 役(2015年10月21日-25日、六行会ホール)
- アリスインプロジェクト2015 12月公演『ハイスクールミレニアム2015』日野亮子役(2015年12月16日-20日、六行会ホール)
- 第2回 SANETTY Produce『Over Smile』ジーナ 役（2016年2月10日-15日、新宿村LIVE）
- 第3回 SANETTY Produce『Hands Up』ヒロイン 上原真梨華 役(2016年5月25日-29日、新宿村LIVE)
- ENG公演「バックトゥ・ザ・舞台袖」〜The stagewing of THRee'S〜舞台監督 土子石子 役（2016年9月23日-10月2日、シアターグリーンBIG TREE THEATER）
- ホットポットクッキング Presents vol.2 舞台『憑依だよ！栗山ハルコさん！』【脚本／演出 吹原幸太（ポップンマッシュルームチキン野郎）】黒い三連星センター 一美 役（2017年1月13日-19日、赤坂RED/THEATER）
- 第5回SANETTY Produce『都落ちコンダクターの一振』福島 役（2017年5月24日-29日、新宿村LIVE）
- アリスインプロジェクト8月公演舞台『バックイン・ミレニアム』香山美月 役（2017年8月9日- 16日、新宿村LIVE）
- 4S企画 Presents舞台『THRee'S[スリーズ]』何后役（2017年9月15日-24日、シブゲキCBGK!!）
- ポップンマッシュルームチキン野郎『仏の顔も三度までと言いますが、それはあくまで仏の場合ですので 鰹／栄螺』絵里役／亀子役【作／演出-吹原幸太】（10月4日-15日、シアターKASSAI）
- ENG第七回公演『ロスト花婿』小町茜 役（2018年3月16日-25日、シアターグリーンBIG TREE THEATER）
- ポップンマッシュルームチキン野郎『R老人の終末の御予定』電気ポット ハミー役【作／演出-吹原幸太】（2018年4月18日-23日、シアターKASSAI）
- ポップンマッシュルームチキン野郎 二本同時上演『首無し乙女は万事快調と笑う』／『漂流ラクダよ、また会おう』【作・演出 吹原幸太】（2018年8月10日-15日、シアターサンモール）
- 劇団ToyLateLie第7回本公演「7×1～繰り返しの人生～」社長 銀座蘭子役【脚本・演出 萩原成哉】（2018年10月11日-14日、シアターグリーンBIG TREE THEATER）
- 121841produce 第5回公演舞台『嘘つき』【作・演出 田中彪】母親役（2019年9月12日 - 15日、中目黒キンケロ・シアター）
- ENG第十回公演「探偵なのに」[1]（2019年10月9日 - 15日、シアターグリーン BIG TREE THEATER） - 持田萌美 役【作・演出 久保田唱】女泥棒 御殿場蘭役（2019年10月9日-15日、シアターグリーンBIG TREE THEATER）
- 舞台「ぼくらの七日間戦争」【脚本・演出 久保田唱】菊地詩乃役[2](2020年9月11日 - 20日、かめありリリオホール)
- pa-pi-produce第一回公演「アンソールド」【脚本・演出 萩原成哉】独りになった女 役　（2021年7月7日 - 11日、BOXinBOX）
- 大統領師匠vol.13「ユナイテッド・ステイツ」ルイジアナチーム（2021年12月15日 - 19日、ファンファーレ高円寺）
- T-gene Presents「トワイライトの涙」【脚本・演出 ウチクリ内倉】（2022年1月19日 - 23日、サンモールスタジオ）
- ENG第15回公演「ロスト花婿」[3] 2022年6月8日 - 6月12日 全8公演 六行会ホール【作・演出 久保田唱】ウェディングプランナー小町茜役（2022年6月8日 - 12日、六行会ホール）
- CROWNS公演「畳屋のあけび」【脚本・演出 小田竜也】八十島きえ役（2022年7月6日 - 10日、シアター代官山）
- 舞台「DARKNESS HEELS～THE LIVE～2022」【脚本・演出久保田唱】ボダイ役（2022年9月15日-20日、シアター1010）
- J-journey「テムとゴミの声」【脚本・演出小池樹里杏】ジュエル役（2022年12月21日〜25日　小劇場楽園）
- pa-pi-produce「SUMMER FREESIA EXPRESSION」委員長　木島花役（2023年6月14日〜18日　大塚萬劇場）
- 舞台「テムとゴミの声」第二章〜また会えたなら〜【脚本/演出】 小池樹里杏（2024年2月28日 - 3月3日、CBGKシブゲキ!!）ジュエル役[4]
- 舞台「OVER SMILE2024」【脚本/演出　久保田唱】（2024年3月1日-3月10日　あうるすっぽっと）ウエイトレス役 ゲスト出演

＜以上、他団体・プロデュース＞

#### 企画演劇集団ボクラ団義
- vol.1 『re・call』(2007年12月20日-23日、阿佐ヶ谷アルシェ) - ヒロイン 雫川美雪 役
- vol.2 『and After』(2008年7月31日-8月3日、アイピット目白) - ヒカリ 役
- vol.3 『オトトイ』(2009年1月29日-2月1日、アイピット目白) - ヒロイン 湯浅恵 役
- vol.4 『わラワレ！』(2009年6月8日-21日、シアターグリーン Box in Box THEATER) - 七瀬水希 役
- vol.5 『re-Make』-リメイク- (2009年12月2日-8日、アイピット目白) - ヒロイン サラ・ビアンキ 役
- vol.6 『ハイライト・ミレニアム』(2010年5月5日-9日、シアターグリーン Box in Box THEATER) - 水沢沙希 役
- vol.7 『嘘つきたちの唄』（2010年12月1日-6日、d-倉庫）- 相川理恵 役
- vol.8 『ゴーストライターズ』（2011年4月13日-17日、シアターグリーン Box in Box THEATER／4月30日-5月1日、インディペンデントシアター）- 秋元悠奈 役
- vol.9 『オーバースマイル』（2011年8月31日- 9月4日、シアターグリーン Box in Box THEATER／9月16日-18日、インディペンデントシアター）- ジーナ 役
- vol.10 『鏡に映らない女 記憶に残らない男』（2012年2月15日-20日、新宿SPACE107) - 三笠由紀 役
- 番外公演vol.1 『ハンズアップ』(2012年5月23日-6月3日、シアターKASSAI) - 橋本真由美 役
- 再演プロジェクトvol.1 『ワラワレ』(2012年9月12日-17日、新宿シアターモリエール) - 霞亜紀 役
- vol.11 大阪市芸術創造館芸創セレクション選出作品『忍ぶ阿呆に 死ぬ阿呆』(2012年11月7日-12日、新宿SPACE107／12月7日-9日、大阪市立芸術創造館) - 凛 役
- -play Agein-vol.2 『嘘ツキタチノ唄』グリーンフェスタ2013出品作品(2013年1月18日-27日、シアターグリーン Box in Box THEATER) - 前田君枝 役
- 番外公演vol.2 『遠慮がちな殺人鬼』(2013年4月3日-8日、シアターKASSAI) - 七星美月 役
- vol.12『さよならの唄』(2013年5月30日-6月2日、六行会ホール) - 中根千春 役
- -play Agein-vol.3『OVER SMILE』(2013年9月26日-30日、シアターグリーン BIG TREE THEATER) - ジーナ 役
- vol.13『虹色の涙 鋼色の月』（2013年12月4日-8日、東京・新宿SPACE107／12月13日-15日、大阪・大阪市立芸術創造館／2014年1月11日-12日、横浜凱旋公演・相鉄本多劇場）- ウツセミ 役
- -Play Again-vol.4『ゴーストライターズ！！』(2014年2月28日-3月9日、SPACE107) - 秋元悠奈 役
- vol.14『耳があるなら蒼に聞け 〜龍馬と十四人の志士〜』(2014年6月25日-7月6日、中野 ザ・ポケット）- 千葉さな子 役
- vol.15『シカク』(2014年12月18日-12月28日、サンモールスタジオ) - 女、劇団員 役
- -Play Again-vol.5『忍ブ阿呆ニ死ヌ阿呆』(2015年3月11日-22日、シアターグリーン BIG TREE THEATER) - 凛 役
- vol.16『時をかける206号室』(2015年8月19日-30日、シアターグリーン BIG TREE THEATER) - 小説家の妻 役
- vol.17『十七人の侍』(2015年11月20日-29日、CBGKシブゲキ!!) - アネゴ 役
- 番外公演『誤人(ごにん)』（2016年3月23日-4月3日、シアターKASSAI）- 大田原由紀 役
- -Play Again- vol.6『耳ガアルナラ蒼ニ聞ケ～龍馬ト十四人ノ志士～』（2016年7月6日-10日、東京・あうるすぽっと／7月23日-25日、大阪・HEP HALL）- 千葉さな子 役
- vol.18『今だけが 戻らない』（2016年11月16日-23日、CBGKシブゲキ!!）- 相川理恵 役
- vol.19『飛ばぬ鳥なら落ちもせぬ～梟雄と呼ばれた男 右筆と呼ばれた男～』（2017年4月4日-16日、吉祥寺シアター）- ヒロイン 勝 役
- -Play Again-vol.7『サヨナラノ唄』（2017年7月13日-23日、CBGKシブゲキ!!）- 鈴井亜美 役
- 10周年記念公演 vol.20『ぼくらの90分間戦争』（2017年12月20日-23日、阿佐ヶ谷アルシェ／2017年12月27日-2018年1月15日、シアターKASSAI／2018年1月19日-21日、インディペンデントシアター2nd）- 江藤光希 役
- 10周年記念公演第二弾 vol.21『戦国アイドルタイム』（2018年6月27日-7月15日、浅草九劇）
- -Play Again- vol.8「遠慮ガチナ殺人鬼」（2019年1月9日 - 20日、中野ザ・ポケット）
- vol.22 特別本公演「関ヶ原で一人」（2019年7月4日 - 15日、シアターグリーン BIG TREE THEATER）- 福 役
- -Play Again- vol.9 『re-call』（2020年2月20日 - 3月1日、新宿村LIVE）- ヒロイン 桜 役
- -Play Again- vol.10「鏡二映ラナイ女　記憶二残ラナイ男」（2021年4月7日 - 11日、あうるすぽっと）- 由紀 役
- vol.23「神ミタイナ時間」（2021年10月27日 - 31日、CBGKシブゲキ!!）- 森下 役
- 暫定最終公演 二作同時上演「耳があるなら蒼に聞け」「ハンズアップ2022」（2022年3月19日 - 27日、CBGKシブゲキ!!）

＜以上、企画演劇集団ボクラ団義公演＞

### ネット番組
- ボクラ.TV（2012年〜2014年）
- ボクラのなかTV（2014年〜2017年）
- ボクラ〇〇TV〜宇宙への道〜（2017年〜2022年）- 2019年7月よりMC

### MV
- Lyrick Town 1stsingle『黄昏』（友情出演 2018年）

### 映画
- 平野敬子監督作品『愁雨』
- The Tokyo 48Hour Film Project 2021参加作品「カップラーメンラブ」　W主演（台詞賞ノミネート、楽曲賞ノミネート、主演男優賞ノミネート、観客賞Aグループ３位受賞）48時間映画祭
- 企画演劇集団ボクラ団義『神ミタイナ時間』（2021年10月劇場公開）

### イベント
・東京ダンスコレクション オーディエンス賞受賞 ダンサー出演
- 2013年8月「恐怖の肝だめし合コン」in浅草花やしき 貞子役
- 2016年4月「平山佳延＆加藤凛太郎バースデーイベント(仮)」
- 2016年4月「DVD&Blu-ray発売記念イベント『関ヶ原で、、、一人じゃない！』」
- 2018年9月ロスト花婿DVD Blu-ray発売記念イベント「広がれ！ロスト花婿結婚式二次会」
- 2019年3月「session vol.3」
- 2019年8月「session vol.6」
- 2019年12月「session vol.8」
- 2020年9月27日「 N-1グランプリ vol.2」@大塚ドリームシアター
- 2021年5月22日「session vol.16」
- 2021年10月16日「図ったん×ひょったん」
- 2021年1月9日　舞台「トワイライトの涙」前夜祭
- 2023年11月11日花崎那奈BIRTHDAY EVENT
- 2024年3月17日ボクラ団社×T-genevol.3「OVER SMILE2024」
- 2024年4月13日飯田らうらBIRTHDAY EVENT

### ドラマ
- 実写版『美少女戦士セーラームーン』クラスメイトレギュラー

### 声優
- 週刊少年チャンピオン『いきいきごんぼZ』モーションコミックヒロイン今木麻紀役(2014年)

### VP・HP・スチール・CF
- 薬物防止キャンペーン
- 東京モーターショー
- blayn株式会社（2013年）
- 全国労働金庫協会(2014年)
- 株式会社リンクフォース 〜その想いを、医師に届ける〜（2015年）
- キヤノンマーケティングジャパン/「Canon〜情報漏洩編〜」（2017年〜2018年）
- 日清トマトカレーメシ（2018年）
- google pixel「トップショットで撮影編」（2018年）
- Fittyマスク 「だいすけお兄さんミュージカル編」（2018年）
- i Robot社 「Braava jet 床拭きロボット」WEBムービー（2019年）
- セブン&アイ・ホールディングス 「イトーヨーカドー シェフズレシピ編」（2019年）
- sc Johnson 防ぐカビキラー（2020年）
- おウチで買いまSHOW「ホワイトクレイサボン」（2020年）
- 環境省 妙高高原 VP・スチール（2021年）
- pococha　Webムービー（2021年）
- サイボウズ　キントーン「キン！キン！トーン！編」（2022年）
- at home Webムービー「したい暮らしが見つかる」生まれ育った街編（２０２３年）
- Mediplus　スチール（２０２３年）